# Engoulevent du Yucatan
Nyctiphrynus yucatanicus
Espèce
Synonymes
- Caprimulgus yucatanicus Hartert, 1892
(protonyme)

Statut de conservation UICN

 LC  : Préoccupation mineure
L'Engoulevent du Yucatan (Nyctiphrynus yucatanicus) est une espèce d'oiseaux de la famille des Caprimulgidae.

## Répartition
Cette espèce vit dans la péninsule du Yucatán, s'étalant sur le sud-ouest du Mexique, sur le Belize et le Guatemala.